# From Autumn to Ashes
From Autumn to Ashes (также FATA) — американская группа из Нью-Йорка. Группа основана в 2000 году, и тогда называлась Who's to Blame. Изначально, группа состояла из вокалиста Бенджамина Пэрри, гитаристов Стефана Сальвио и Скотта Гросса, басиста Майка Пилато, и барабанщика-вокалиста Френсиса Марка. От альбома к альбому состав постоянно менялся. Когда группа записала свой последний альбом Holding A Wolf By The Ears в 2007, из оригинального состава остался только Френсис.
В 2001 году группа выпускает дебютный Too Bad You're Beautiful. До этого, также, вышел EP Sin, Sorrow And Sadness в ограниченном тираже. В 2003 группа выпустила The Fiction We Live, и Abandon Your Friends в 2005 году. В 2006 году группу покидает вокалист Бенджамин Пэрри, и основным вокалистом стал Френсис Марк. В 2007 группа выпустила Holding A Wolf By The Ears, последний альбом группы нга данный момент. В 2008 группа распадается. В 2014 году группа воссоединилась, но с тех пор проект не выпустил новых релизов или треков.

## История

### Создание иToo Bad You're Beautiful(2000—2002)
Группа была основана в 2000 году в Лонг-Айленде, и первоначально состояла из вокалиста Бенджамина Пэрии, гитариста Стивена Сальвио и барабанщика Френсиса Марка. Говоря о названии группы, Скотт Гросс отвечал «Вы точно не получите однозначный ответ на этот вопрос, потому что это может проложить конец группе», добавляя «никто не узнает причину этого, и мы оставим это так». Слово «Autumn» (рус. Осень) не относится к сезону года, а скорее всего к вымышленному персонажу группы. В течение нескольких месяцев, во время туров, группа заявляла, что продала половину своего оборудования, автомобиль, чтобы записывать и раздавать свои первые демо-записи.
Чтобы найти будущий лейбл, группа отправляла свои демо-записи во множество различных лейблов, а также звонила им. Во концертов с группами Skycamefalling и Martyr AD, у которых был контракт с Ferret Music, группой заинтересовался Карл Северсон, владелец Ferret, который был на тех концертах. На следующий день он позвонил группе, и сказал, что хочет кое-что обсудить с группой. В итоге, группа подписала контракт с лейблом. 14 августа 2001 года группа выпустила свой первый альбом — Too Bad You're Beautiful. Альбом продался в количестве более 50,000 тысяч копий только в США. Таким образом, группа стала самой продаваемой с лейбла Ferret.   

### The Fiction We Live(2003—2004)
В 2003 году, после спекуляций того, какой лейбл выпустит их следующий альбом, группа подписала контракт с лейблом Vagrant. Группа выпустила свой второй альбом The Fiction We Live 9 сентября 2003 года. Альбом был описан как более мелодичный, чем дебютный релиз. Бэн Пэрри также заявляет, что альбом получился более структурированным. С альбом вышли достаточно известные синглы, а именно «The After Dinner Payback», «Lilacs & Lolita» и «Milligram Smile». The After Dinner Payback появилась в саундтреке фильма Фредди Против Джейсона. Во время тура Warped 2004, в группу пришел басист Джош Ньютон, в то время как предыдущий басист Майк Пилато и гитарист Скотт Гросс покинули группу. 

### Abandon Your Friends(2005–2006)
8 марта 2005 года было выпущено переиздание дебютного oo Bad You're Beautiful с обновленной обложкой и бонус-треками, в виде песен с их первого EP Sin, Sorrow And Sadness. 30 августа 2005 года, группа выпустила свой третий альбом Abandon Your Friends. 

## Состав группы

### Текущие участники
- Френсис Марк — вокал (2000—2008; 2014—настоящее время); фортепиано (2001-2008; 2014—настоящее время); скрим (2006—2008; 2014—настоящее время); барабаны (2000—2006)
- Брайан Денив — гитара, бэк-вокал (2001—2008; 2014—настоящее время)
- Майк Пилато — бас гитара, бэк-вокал (2000—2004; 2007—2008; 2014—настоящее время)
- Роб Лаурицен — гитара (2006-2008; 2014–настоящее время)
- Джеф Гретц — барабаны, скрим (2006—2008; 2014—настоящее время), дополнительные гитары (2020—настоящее время)

### Бывшие участники
- Бенджамин Пэрри — вокал (2000—2006)
- Стивен Сальвио — гитара (2000—2001)
- Скотт Гросс — гитара (2000—2004)
- Джонатан Кокс — гитара (2004—2006)
- Джош Ньютон — бас-гитара (2004—2007)

## Дискография
- 2000: Sin, Sorrow And Sadness (EP)
- 2001: Too Bad You're Beautiful
- 2003: The Fiction We Live
- 2005: Too Bad You're Beautiful (Переиздание)
- 2005: Abandon Your Friends
- 2007: These Speakers Don't Always Tell The Truth (EP)
- 2007: Holding A Wolf By The Ears
- 2008: Live At Looney Tunes